# Kwari (Computerspiel)
Kwari war ein Ego-Shooter, der von dem britischen Entwicklungsstudio Kwari Limited entwickelt und von der australischen Web-Agentur Micro Forté veröffentlicht wurde. Das Spiel erschien am 4. Januar 2008 in Europa für Windows-Geräte. Im Gegensatz zu konventionellen Shootern wurde in Kwari nicht um Punkte, sondern um das echte Geld der Spieler gespielt. Im Juni 2008 musste Kwari Limited Konkurs anmelden, sodass Kwari seitdem nicht mehr spielbar ist.

## Spielprinzip
Kwari war ein Ego-Shooter und nur im Mehrspielermodus spielbar. Der Spieler steuerte seinen Charakter auf verschiedenen Karten. Je nach Spielkarte konnten zwischen 16 und 64 Spieler gegeneinander spielen. Jeder Spieler konnte sich eine von verschiedenen Waffen wie Pistolen oder Raketenwerfern aussuchen. Alle Spielfiguren waren anonymisiert, sodass der Spieler das Aussehen seiner Figur nur begrenzt anpassen konnte. Die Namen der Gegner wurden nicht angezeigt.

### Um Geld spielen
Das Alleinstellungsmerkmal von Kwari war, dass der Spieler um sein eigenes Geld spielte. Dazu musste er beim Starten des Spiels seine Kreditkarte mit seinem Spielerkonto verbinden. Bei jedem erzielten Treffer gewann  der Spieler eine bestimmte Menge an Geld, bei jedem erlittenen Treffer verlor er die gleiche Menge. Die Geldmenge, die durch einen Treffer gutgeschrieben wurde, legten die Spieler vor Beginn einer Spielrunde fest; sie lag zwischen einem Cent und einem Euro. Während einer Runde konnte der Spieler Items erwerben, die ihm Vorteile verschaffen konnten. Außerdem waren auf dem Spielfeld mehrere Fallen verteilt. Falls ein Spieler ein Fallenfeld betrat, verlor er eine bestimmte Menge an Geld. Zusätzlich musste der Spieler vor einer Spielrunde Munition kaufen. Diese wurde ebenfalls mithilfe seines Kontos bezahlt. Je nach Waffentyp verbrauchte ein Schuss unterschiedlich viele Einheiten an Munition.

### Jackpots
Das Geld, das Spieler durch Betreten von Fallen oder Fallschaden verloren, floss in mehrere Jackpots. Ein Jackpot, der zu Ende jeder Spielrunde ausgezahlt wurde, war der sogenannte Pill-Jackpot. In jeder Spielrunde erschien nach einer bestimmten Zeit ein Ball auf dem Spielfeld, die „Pille“. Die Pille konnte von jedem Spieler aufgesammelt werden. Durch gegnerische Treffer verlor der Spieler die Pille; sie konnte von einem anderen Spieler aufgesammelt werden. Kwari berechnete die Zeit, die jeder Spieler die Pille trug. Am Ende einer Spielrunde wurde der Pill-Jackpot in zwei Hälften aufgeteilt. Die erste Hälfte des Jackpots erhielt der Spieler, der die Pille am längsten bei sich getragen hatte. Die zweite Hälfte erhielt derjenige, der die Pille zu Ende der Runde hielt.
Des Weiteren gab es weitere Jackpots, die täglich, wöchentlich oder monatlich ausgezahlt wurden. Der höchste Jackpot, der vor der Abschaltung des Spiels im Juni 2008 ausgezahlt wurde, betrug etwa 16.000 Euro.

## Entwicklung und Veröffentlichung
Kwari wurde von dem britischen Entwicklungsstudio Kwari Limited entwickelt und von der australischen Web-Agentur Micro Forté herausgegeben. Die erste Entwicklung des Spiels begann Ende 2005, als der leitende Entwickler Eddie Gill eine erste Version des Spiels entwarf. Danach wandte er sich an Micro Forté als Investor, sodass im Juni 2006 die Entwicklung des Spiels zusammen mit weiteren Programmierern begann. Al King war für das Marketing von Kwari verantwortlich.
Gill entschied sich dazu, Kwari als kostenloses Spiel herauszugeben, um einer Produktpiraterie vorzubeugen. Um dennoch einen Umsatz zu erzielen, habe er sich für das Bezahlmodell für die Munition entschieden. Das Jackpot-Modell, das echtes Geld der Spieler benutze, habe er entwickelt, um eine größere Spielerschaft anzuziehen.
Kwari wurde am 4. Januar 2008 in Europa veröffentlicht. Im Juni 2008 meldete der Entwickler Kwari Limited Konkurs an, nachdem sich das Geschäftsmodell von Kwari als unprofitabel herausgestellt hatte. Seitdem ist Kwari nicht mehr spielbar.

## Rezeption
Kwari erhielt größtenteils negative Bewertungen. So bemängelte John Walker der amerikanischen Computerspiel-Website GamesRadar die Technik von Kwari und verglich die Grafik und Technik des Spiels mit dem zehn Jahre zuvor erschienenen Ego-Shooter Quake 2. Als rettende Eigenschaft des Spiels nannte er die Möglichkeit, ein Vermögen erspielen zu können. Jedoch meinte er, dass das Spielprinzip zu langweilig sei und es spannendere Wege gebe, sein Geld zu verdienen.
Das deutsche Computerspiel-Magazin Computer Bild Spiele lobte die Existenz eines Gratis-Modus. Jedoch seien nur sehr wenige Probespiele möglich gewesen. Sie bemängelten, dass es drei Wochen nach Erstveröffentlichung zu wenige Spieler gegeben habe, sodass teilweise stundenlange Wartezeiten nötig gewesen seien, um einen Mitspieler zu finden.